# Seiyo
Seiyo (西予市 Seiyo-shi?) este un municipiu din Japonia, prefectura Ehime.
Are o suprafață de 514,79 km². Populația este de 34.898 locuitori, determinată în 1 martie 2021.